# Haag in Oberbayern
Pour les articles homonymes, voir Haag.
Haag in Oberbayern est une commune allemande de Bavière, située dans l'arrondissement de Mühldorf am Inn dans le district de Haute-Bavière.

## Personnalités liées
- Ladislaus von Fraunberg-Haag (1505-1566), vassal de Charles Quint et dirigeant du comté de Haag, né à Haag in Oberbayern ;
- Karl Gebhardt (1897-1948), médecin nazi et accusé du procès des Médecins, né à Haag in Oberbayern